# Oier Lazkano
Lazkano  López est un nom espagnol. Le premier nom de famille, en général paternel, est Lazkano ; le second, en général maternel, souvent omis, est López.
Oier Lazkano López, né le 7 novembre 1999 à Vitoria-Gasteiz, est un coureur cycliste espagnol, professionnel depuis 2020.

## Biographie

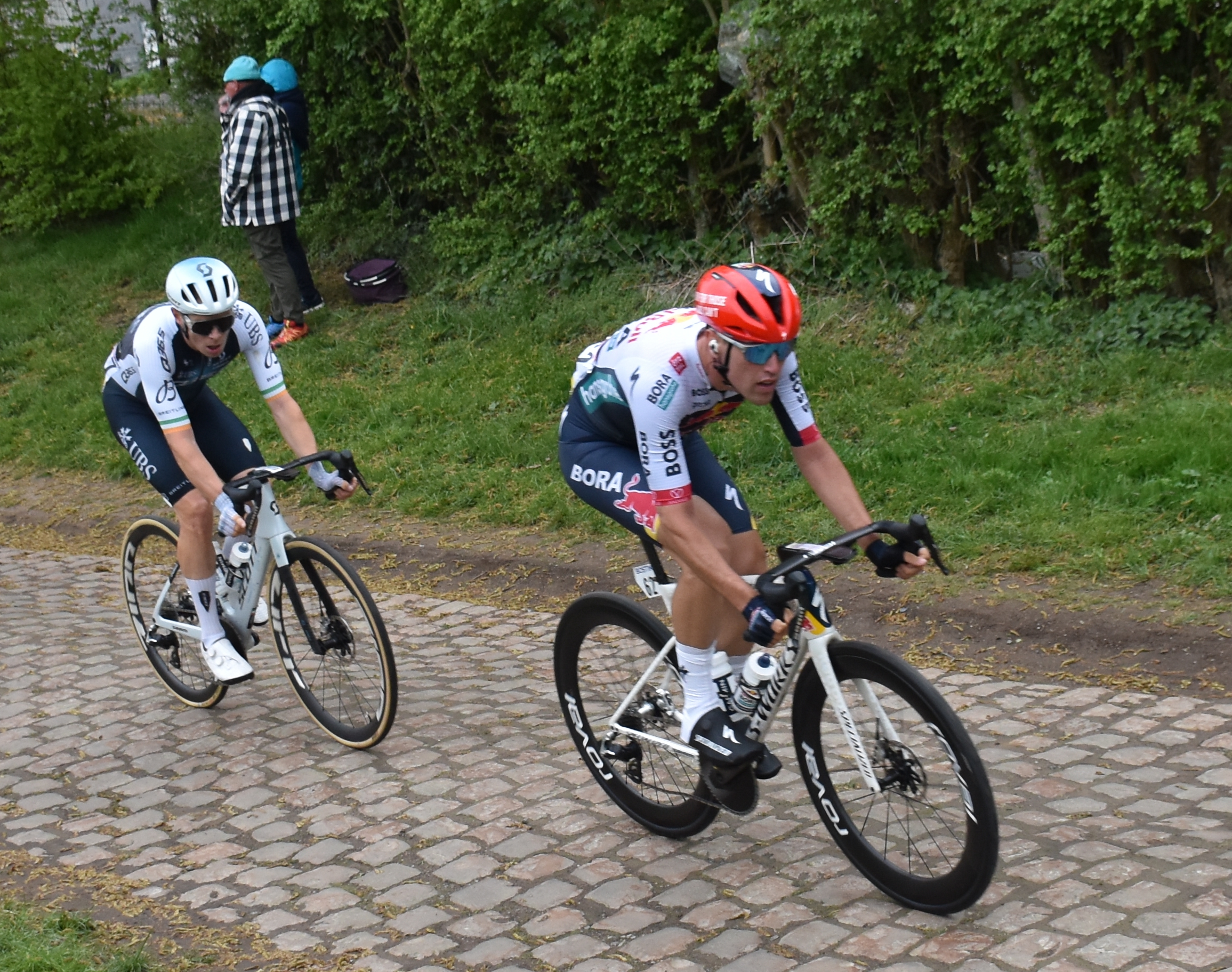
Oier Lazkano # 62 - Paris-Roubaix 2025.

### Débuts et carrière chez les amateurs
Oier Lazkano commence le cyclisme à l'âge de 12 ans, à l'école de cyclisme d'Aranako en Alava. Coureur prometteur dès les catégories de jeunes, il obtient treize succès au cours de sa seconde saison chez les cadets, en 2015, parmi lesquels le championnat du Pays basque. 
Parmi les juniors, il remporte notamment en 2016 la dernière étape du Tour du Guipuscoa et l'étape reine du Tour de Pampelune, deux courses par étapes réputées chez les juniors en Espagne. En 2017, il confirme en obtenant dix-sept victoires, comme le championnat du Pays basque du contre-la-montre ou le Tour du Guipuscoa. À la Bizkaiko Itzulia, il s'impose sur la deuxième étape et termine troisième au classement général, derrière l'Irlandais Ben Healy et le Belge Remco Evenepoel. Il participe également aux championnats d'Europe de Herning, où il se classe 19e du contre-la-montre et 28e de la course en ligne.
Courtisé par plusieurs clubs espagnols, il signe finalement chez les amateurs de Caja Rural-Seguros RGA en 2018. Alors qu'il n'effectue que sa première saison espoirs, il s'illustre en obtenant quatre victoires chez les amateurs. L'année suivante, il s'impose à neuf reprises, notamment à la Santikutz Klasika (Coupe d'Espagne amateurs) ou au Tour de Palencia, une course par étapes au profil difficile. Il devient ensuite stagiaire dans l'équipe professionnelle de Caja Rural-Seguros RGA, après une participation au Tour de l'Avenir.

### Carrière professionnelle
Il est promu dans l'équipe professionnelle de Caja Rural-Seguros RGA en 2020.
Fin 2021, Lazkano est recruté par la formation UCI World Tour espagnole Movistar jusqu'au 31 décembre 2024.
Le 24 juillet 2022, il remporte la deuxième étape du Tour de Wallonie arrivant à Herve devant Loïc Vliegen et Jesús Herrada, sa plus belle victoire jusque-là. 
Fin mars 2023, lors de la semi-classique À travers les Flandres, il participe à l'échappée matinale puis résiste avec Alexander Kristoff jusqu'à un peu moins de six kilomètres de l'arrivée. Ils sont alors repris par un groupe de poursuivants. À moins de cinq kilomètres de l'arrivée, il trouve les ressources pour partir en contre derrière Christophe Laporte, accompagné par Neilson Powless. Lazkano devance Powless au sprint et finit deuxième,. En juin, il devient champion d'Espagne sur route.

## Palmarès

### Palmarès amateur
- 2015
  - Champion du Pays basque sur route cadets
  - Aiarako Bira
- 2016
  - 3e étape du Tour de Pampelune
  - 3e de la Gipuzkoa Klasika
- 2017
  - Champion du Pays basque du contre-la-montre juniors
  - Circuito San Veremundo
  - 2e étape de la Bizkaiko Itzulia
  - 3e de la Bizkaiko Itzulia
- 2018
  - 1re étape du Tour de Ségovie
  - Trofeo Santiago en Cos
  - San Roman Saria
  - Circuit d'Escalante
- 2019
  - Championnat de Navarre sur route
  - Trophée Eusebio Vélez
  - Santikutz Klasika
  - 3e étape du Tour de la Bidassoa
  - San Isidro Sari Nagusia
  - Dorletako Ama Saria
  - Tour de Palencia :
    - Classement général
    - 2e et 3e étapes

  - 3e de la Subida a Urraki
  - 3e de l'Antzuola Saria

### Palmarès professionnel
- 2020
  - 3e étape du Tour du Portugal
- 2022
  - 2e étape du Tour de Wallonie
- 2023
  -  Champion d'Espagne sur route
  - Boucles de la Mayenne : 
    - Classement général
    - 1re étape

  - 4e étape du Tour de Burgos
  - 2e d'À travers les Flandres
  - 2e du championnat d'Espagne du contre-la-montre
- 2024
  - Clásica Jaén
  - 2e du championnat d'Espagne sur route
  - 3e de Kuurne-Bruxelles-Kuurne
  - 9e du Critérium du Dauphiné

## Résultats sur les grands tours

### Tour de France
1 participation
- 2024 : 79e

### Tour d'Italie
1 participation 
- 2022 : 98e

### Tour d'Espagne
3 participations
- 2021 : non-partant (20e étape)
- 2023 : 81e
- 2024 : 92e

## Classements mondiaux
| Année                                 | 2020 | 2021  | 2022 | 2023 | 2024 |
| ------------------------------------- | ---- | ----- | ---- | ---- | ---- |
| Classement mondial                    | 864e | 1819e | 660e | 120e | 142e |
| UCI Europe Tour                       | 685e | 1250e | 507e | 97e  | 115e |
|                                       |      |       |      |      |      |
| Légende : nc = non classéSource : UCI |      |       |      |      |      |